# Полиция Сербии

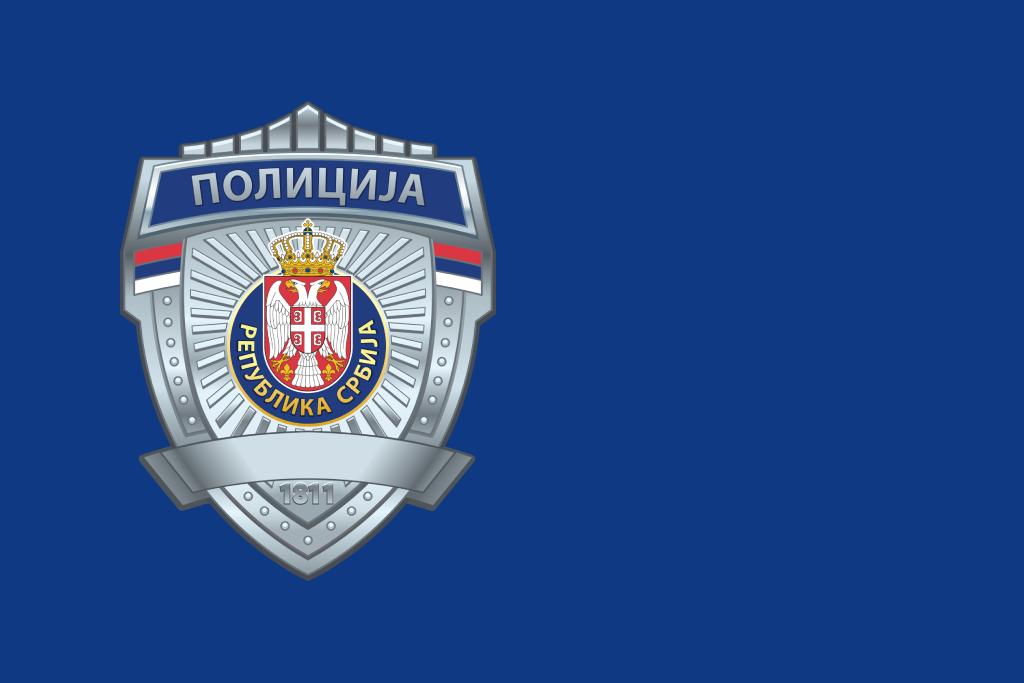
Флаг полиции Сербии

Полиция Сербии (серб. Полиција Србије / Policija Srbije) — основной правоохранительный орган Сербии, занимающийся борьбой против преступности. Находится в ведении Министерства внутренних дел Сербии. В ведении полиции находятся 15 подразделений и 27 региональных полицейских отделений.

## Предназначение
В ведение полиции входят следующие обязанности:
- защита безопасности Республики Сербия, раскрытие и предотвращение деятельности, направленной на подрыв или разрушение конституционного строя;
- охрана жизни, личной и имущественной безопасности граждан;
- предотвращение и выявление преступлений, отслеживание и арест преступников, их привлечение к ответственности компетентными органами;
- поддержание общественного порядка и мира;
- обеспечение безопасности митингов и других собраний граждан;
- обеспечение безопасности определенных лиц и объектов;
- безопасность дорожного движения;
- контроль пересечения государственной границы;
- контроль передвижения и проживания в пограничной зоне;
- контроль передвижения и пребывания иностранцев;
- приобретение, хранение и ношение оружия и боеприпасов;
- производство и продажа взрывчатых веществ, горючих жидкостей и газов;
- противопожарная защита;
- государственная служба;
- контроль уникальных идентификационных номеров;
- проверка удостоверений личности;
- проверка проездных документов;
- проверка легальности постоянного и временного пребывания граждан;
- обучение персонала;
- другие виды деятельности, предусмотренные законом.

## Организация

### Общее описание
В ведении главного управления полиции при МВД находятся пять отделов:
- Отдел организации, профилактики и поддержке порядка в жилых районах
- Отдел общественного порядка и прочих полицейских дел
- Отдел особых действий, вмешательству полицейских частей, подготовки самообороны и резерва
- Отдел контроля за легитимностью работы
- Отдел кадрового обеспечения, совершенствования и обучения

В Сербии всего находятся 161 полицейский участок, 62 пограничных патрульных участка и 49 мобильных участков. По состоянию на 30 сентября 2006 в МВД работали 42740 человек, из них 26527 в полиции (6,9% сотрудников составляли женщины).

### Особые подразделения
- Жандармерия Сербии[англ.]
- Специальная антитеррористическая группа
- Противотеррористическая группа Сербии
- Вертолётное подразделение полиции Сербии
- Полицейская бригада (Сербия)

## Образование и подготовка
Обучение полицейских в Сербии ведётся в Главном учебном центре, а также Академии полиции и уголовного права. Местные учебные центры как отделения Главного центра расположены в городах Белград, Макиш, Ясеново, Митрово-Поле, Петрово-Село, Кула, Клиса и Куршумлийска-Баня.

## Транспорт

### Автомобили
Курсивом выделены не использующиеся ныне автомобили
- BMW F10
- Fiat Ducato
- Fiat Grande Punto
- Mercedes-Benz Sprinter
- Mitsubishi Outlander
- Mitsubishi RVR
- Peugeot 307
- Peugeot 308
- Peugeot Boxer
- Volkswagen Golf Mk6
- Volkswagen Polo
- Volkswagen Polo Mk5
- Zastava Florida
- Zastava Koral
- Zastava Rival
- Zastava Skala
- Dartz (15 единиц)

### Вертолёты
- Bell 206 (8 единиц)
- Bell 212 (3 единицы)
- Aérospatiale Gazelle (10 единиц)
- Aérospatiale SA 330 Puma (1 единица)
- Sikorsky S-76 (1 единица)

## Галерея автомобилей полиции

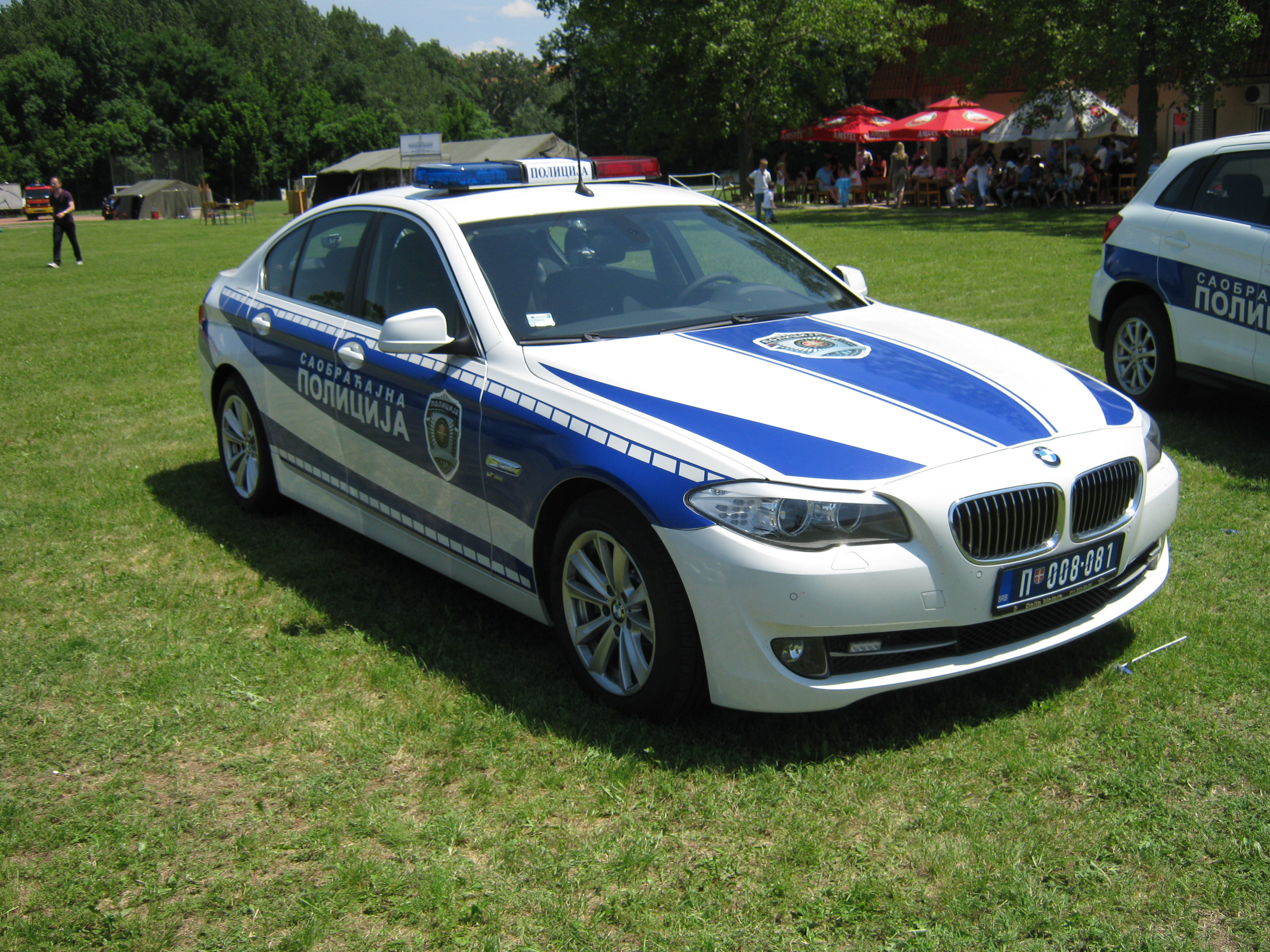
BMW F10
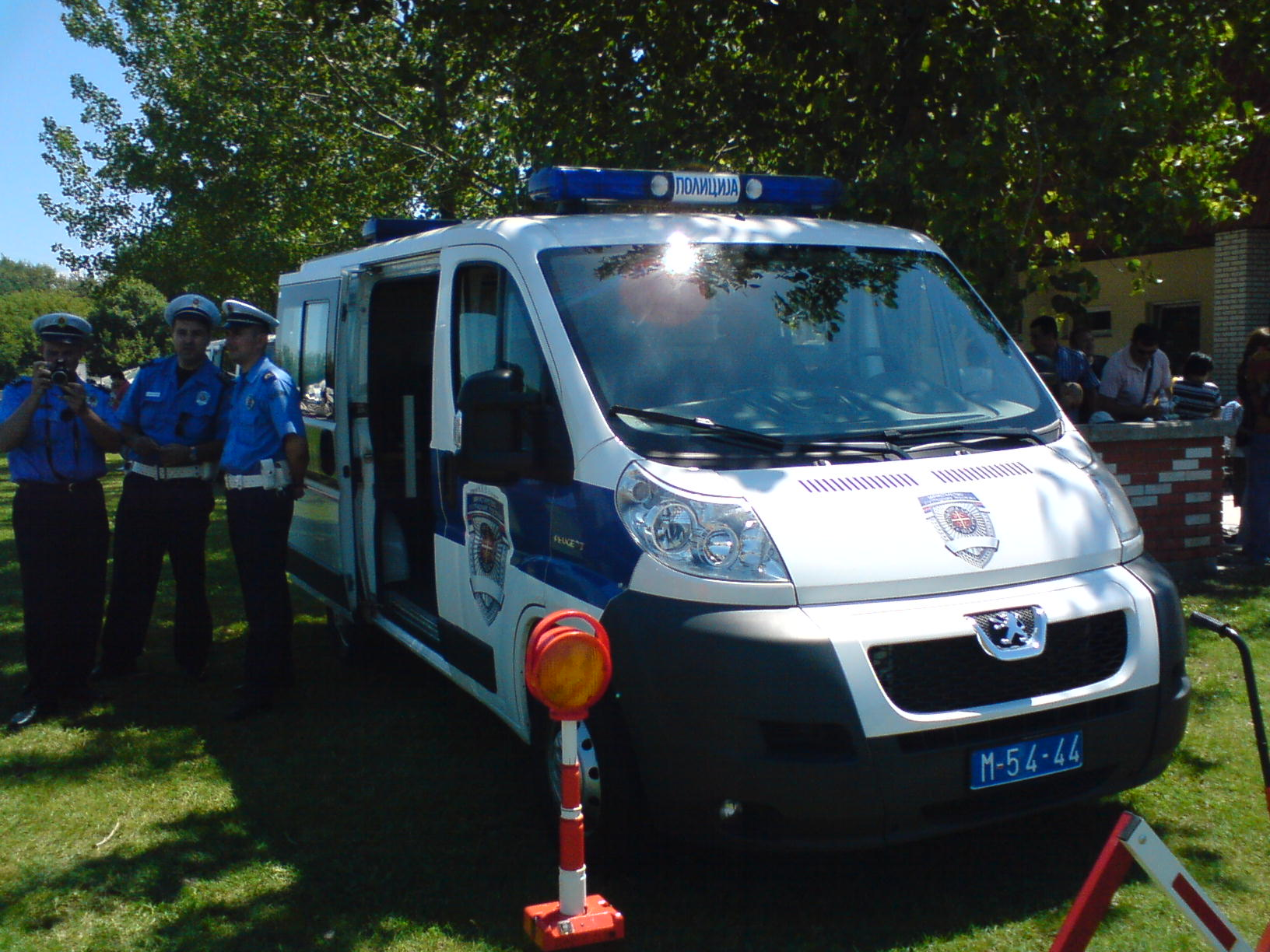
Peugeot Boxer
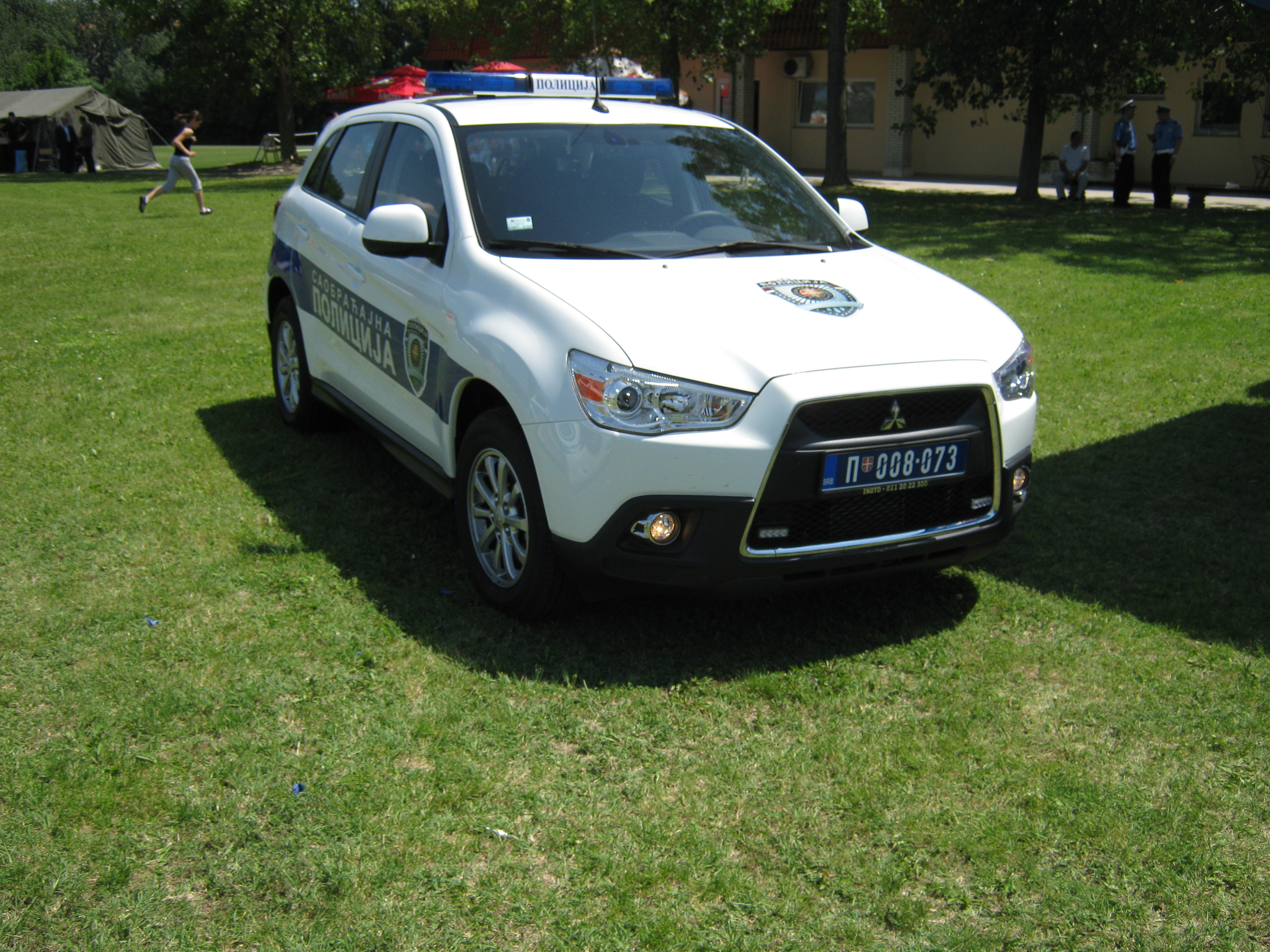
Mitsubishi RVR
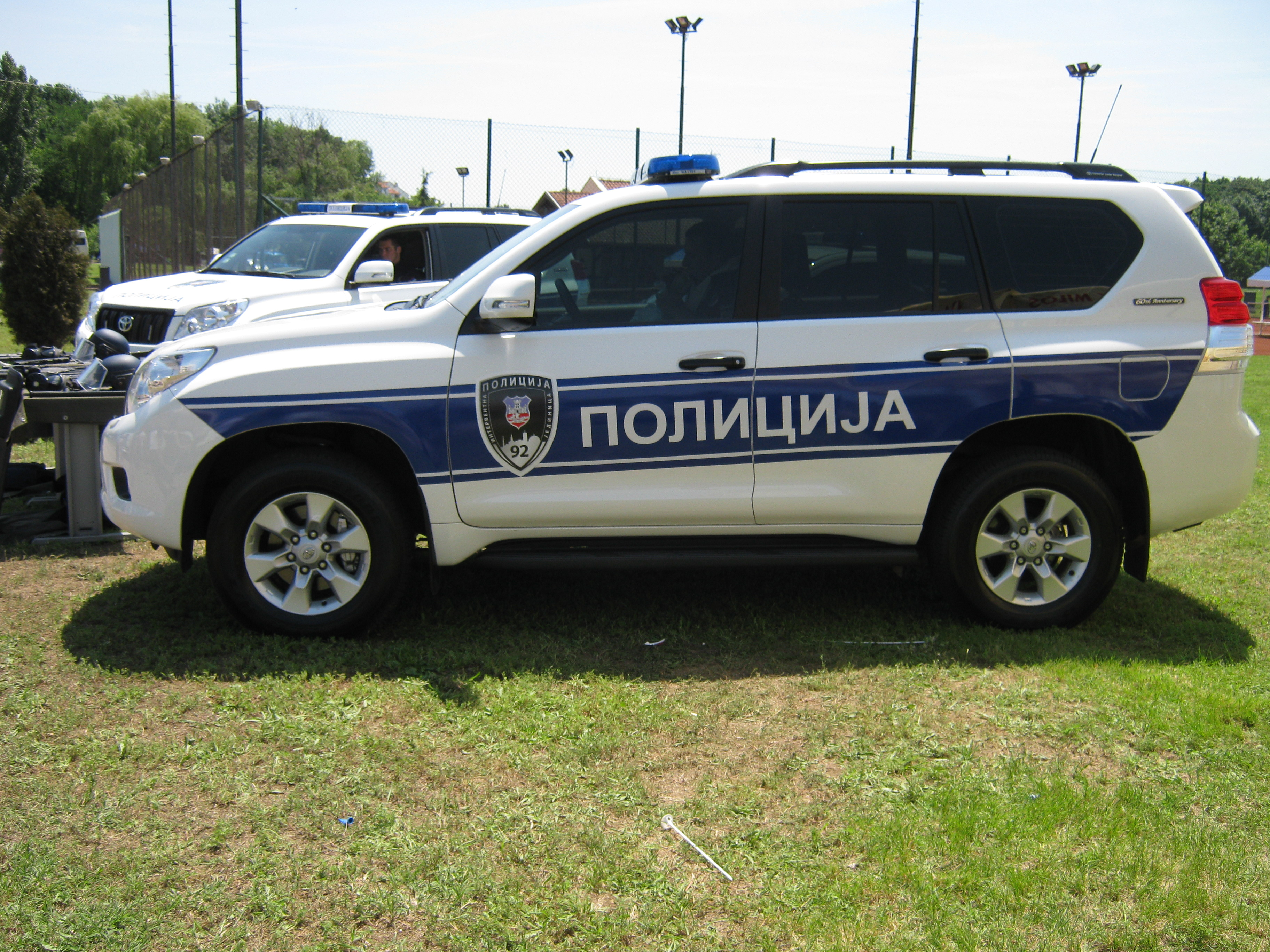
Toyota Land Cruiser
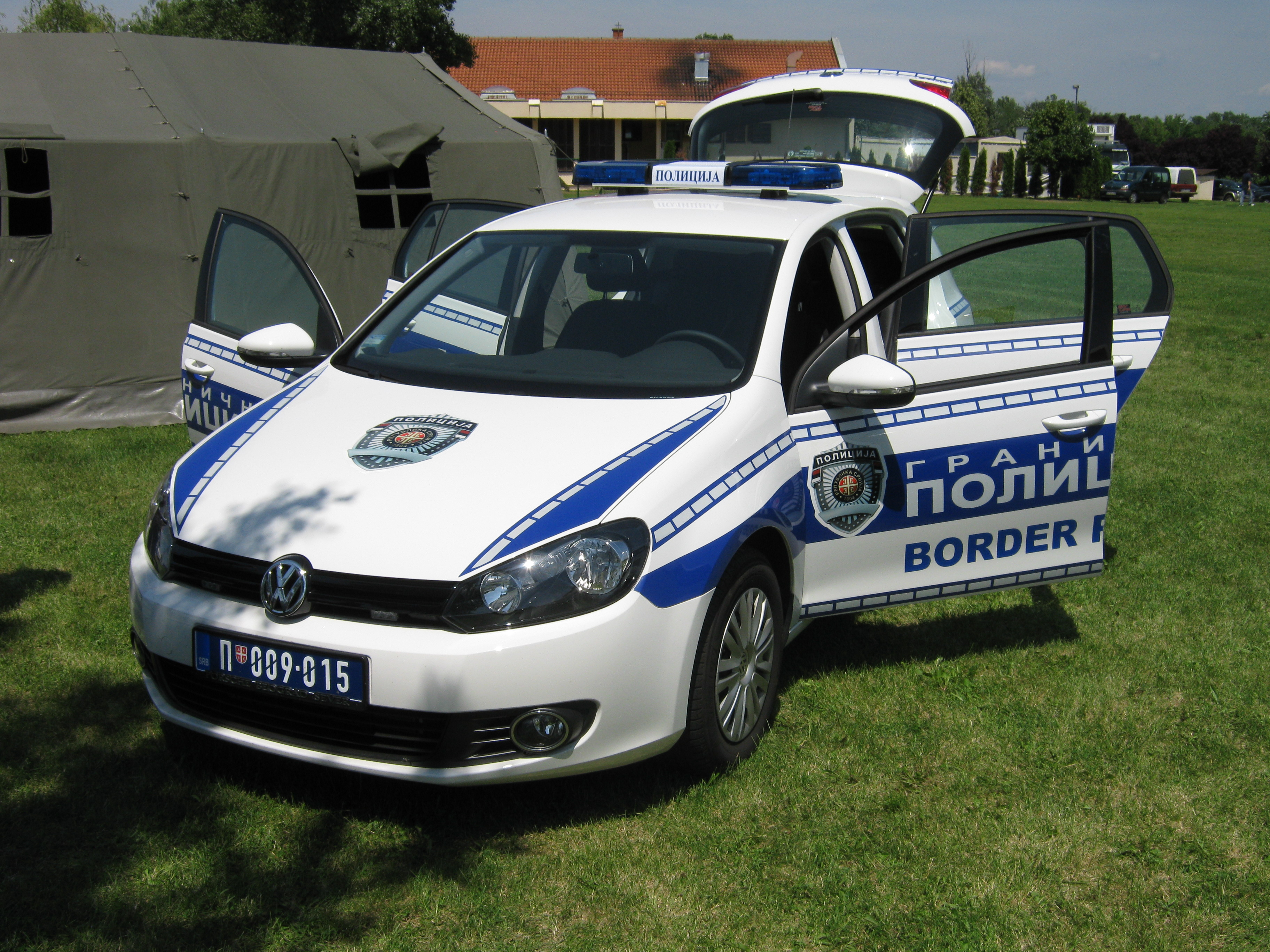
Volkswagen Golf VI
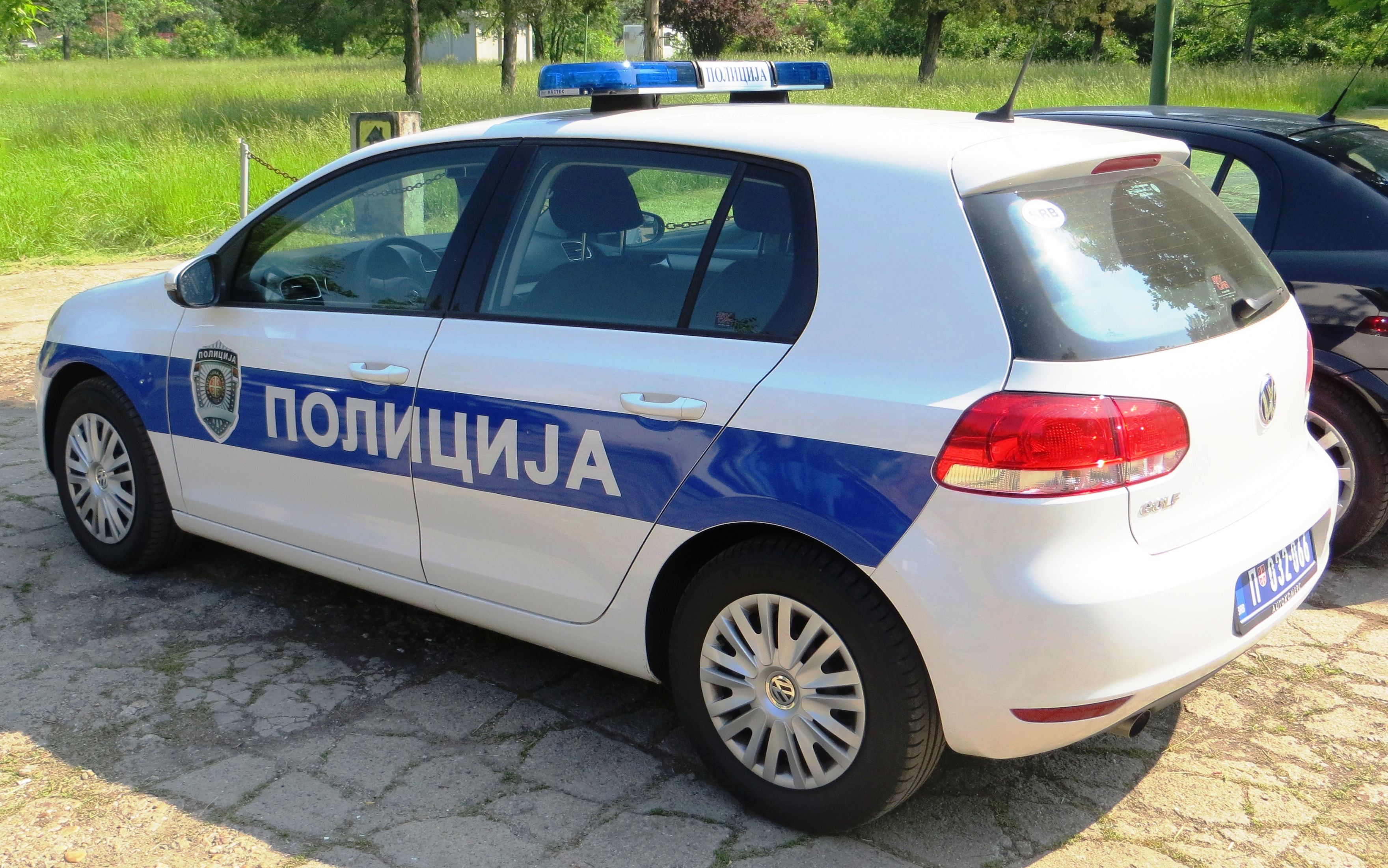
Volkswagen Golf Mk6
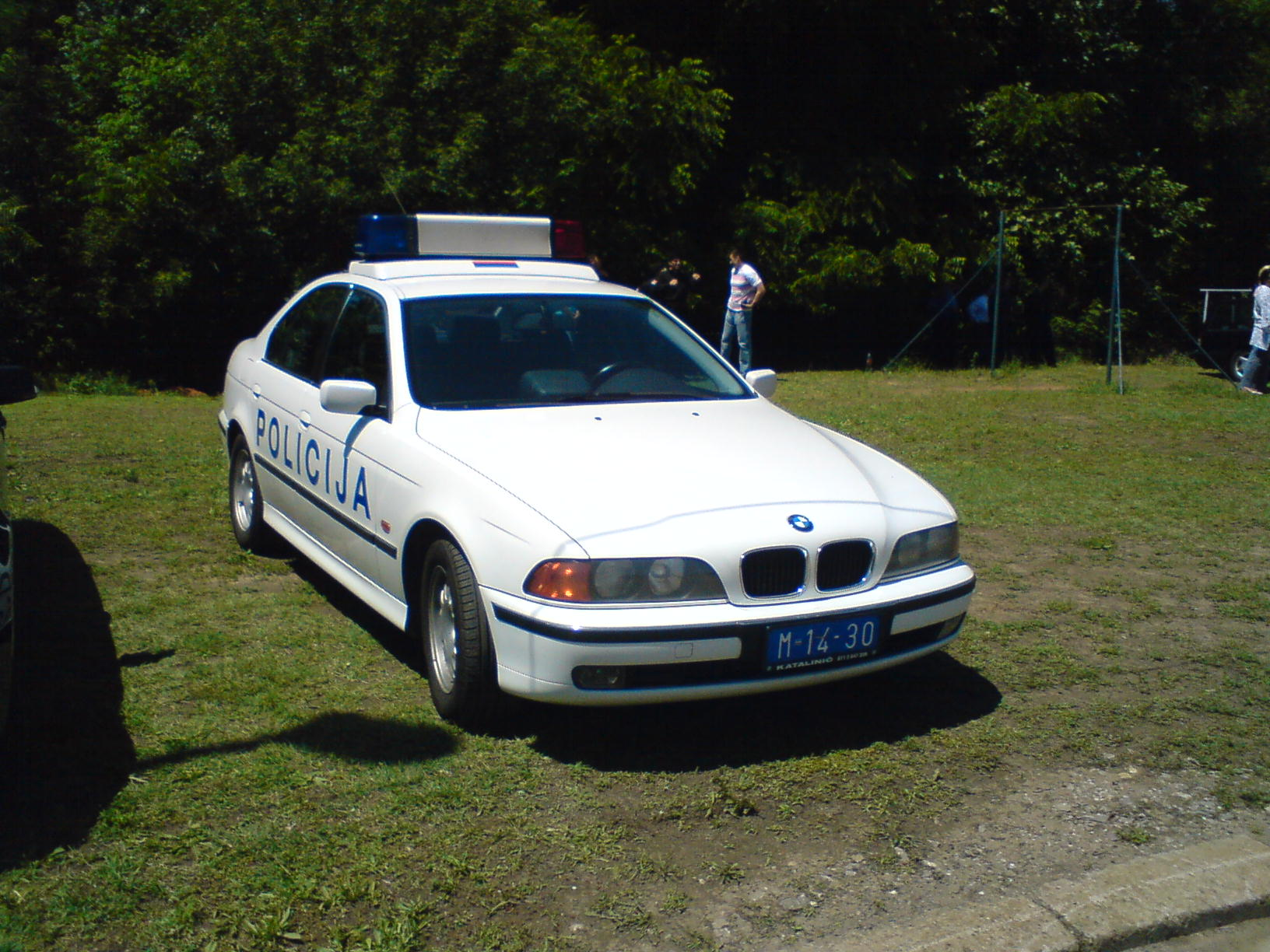
BMW 5
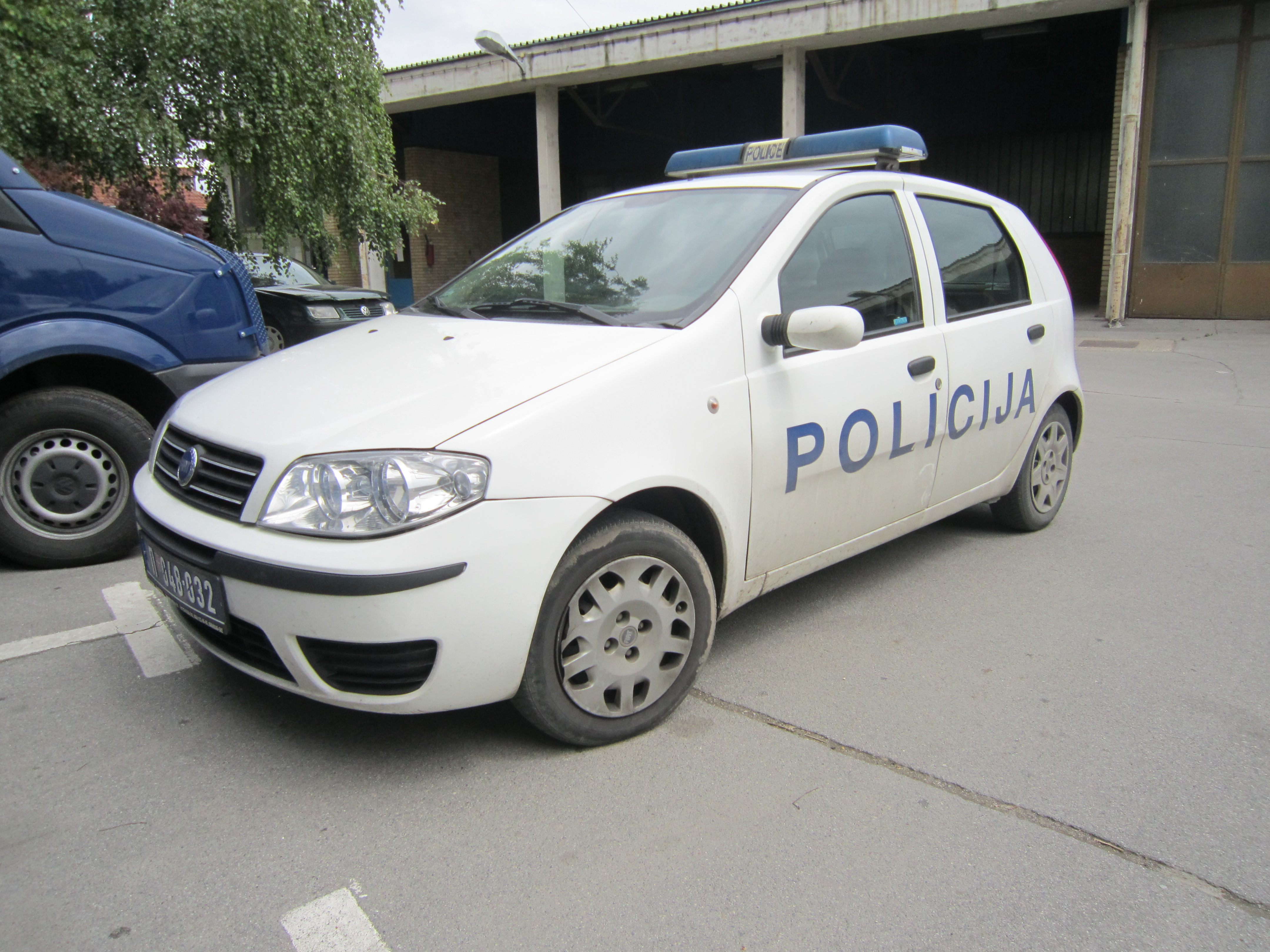
Fiat
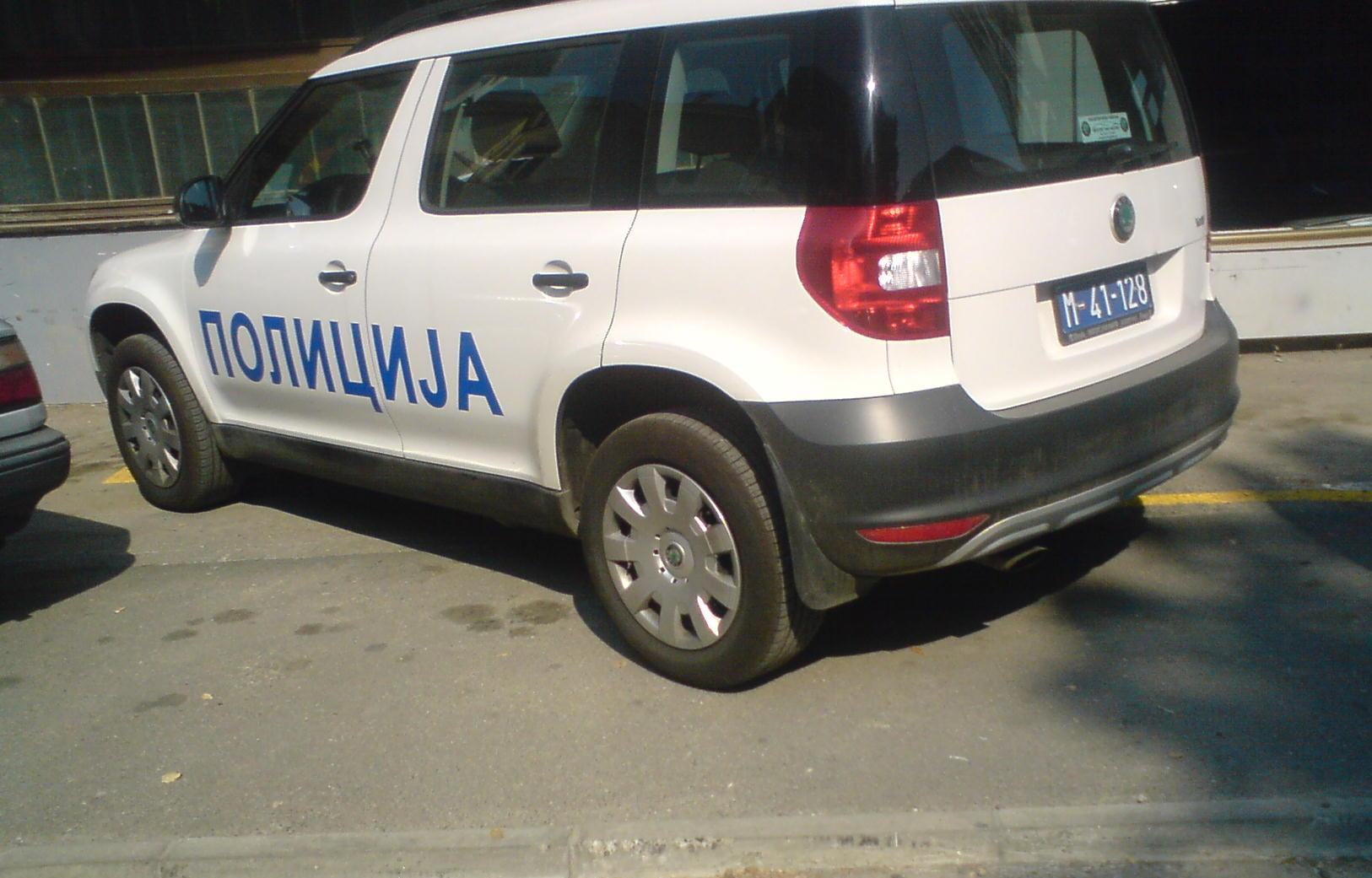
Škoda Yeti